# Nico Ames
Nicolás Ames Arce (Lima, 22 de marzo de 1976), más conocido como Nico Ames, es un actor, músico, comunicador, director y profesor de teatro peruano, que ha desarrollado a lo largo de su trayectoria artística en series y películas.

## Biografía
Nació el 22 de marzo de 1976 en Lima, hijo de un matrimonio ancashino. Vivió sus primeros años en el distrito de Lince. Estudió en las facultades de ingeniería civil y medicina, las cuales abandonaría años más tarde, cuando cambió a la carrera comunicaciones en el Instituto John Logie Baird.
En los años 1990, inicia su etapa en la actuación, formándose en los talleres de teatro del fallecido actor Aristóteles Picho En esa época, formó la banda de rock La Pezuña del Abuelo, desempeñándose en la actualidad como vocalista.Como músico, colaboró como corista invitado de la banda La Sarita para el álbum Danza la raza en 2003.[cita requerida] Compositor de canciones para bandas de rock y jingles publicitarios, compuso anónimamente canciones incluso para la trinchera sur. 
En el 2010 Ames se incluye al reparto principal de las producciones teatrales No hay ladrón que por bien que no venga, Apetito en el bosque encantado, y protagoniza el montaje Divina pajarraca, seguido de la obra teatral cómica Añejas y... en 2012. Así mismo, fue parte de la telenovela La reina de las carretillas. Al año siguiente, Ames protagoniza la obra Él es mi mujer, y funda su escuela de teatro Foro 3 e inicia su carrera como docente de teatro.
En el cine, participó en el reparto de las películas Gemelos sin cura, Hasta que la suegra nos separe en 2016 y Macho peruano que se respeta el año 2015. Además, fue coprotagonista de la película De patitas a la calle en 2020.
Se desempeñó como guionista y creador de la serie web Enigmas en 2020, contando como protagonista a la actriz juvenil Francisca Aronsson.En el año 2023, vuelve al protagónico en la comedia peruana Mi mujer... ¿el gasfitero? retomando el rol de Él es mi mujer.

## Filmografía

### Televisión
- Magnolia Merino (2008)
- Clave uno: médicos en alerta (2009-2010)
- Puro corazón (2010)
- Los exitosos Gomes (2010)
- Operación Rescate (2010)
- Chico de mi barrio (2010)
- La bodeguita (2011-2012)
- Lalola (2011)
- La Perricholi (2011)
- La reina de las carretillas (2012) como Próspero Fuentes Pastor (rol principal).
- La Faraona (2012)
- Mi amor, el wachimán (2012-2014) como Toribio de la Guerra (rol recurrente).
- Ramírez (2015) como Jonás (rol principal).
- Cumbia pop (2018) como Augusto del Carpio (rol de invitado especial).
- Colorina (2018) como Alberto García Morales (rol principal).
- Enigmas (2020) como él mismo (guionista y creador).[13]

### Cine
- Macho peruano que se respeta (2015)
- Hasta que la suegra nos separe (2016)
- Gemelos sin cura (2017) como «el Tripa» (rol principal).
- Cebiche de tiburón (2017) como Trabajador de barco (rol recurrente).[15]
- De patitas a la calle (2020) como «Roco» (rol protagónico).[16]
- El general (2021)
- Corazón de León
- Cielo oscuro.
- Los doce discípulos

## Teatro
| Año  | Título                                  | Rol             | Notas            |
| ---- | --------------------------------------- | --------------- | ---------------- |
| 2010 | No hay ladrón que por bien que venga    |                 | Rol principal    |
| 2010 | Apetito en el bosque encantado          | Trefe           | Rol principal    |
| 2011 | Antonella                               |                 | Rol principal    |
| 2012 | Añejas y...                             | «Doña Catalina» | Rol protagónico  |
| 2013 | Él es mi mujer                          | Gasfitero       | Rol protagónico  |
| 2013 | CaricaNico                              | Él mismo        | Rol protagónico  |
| 2016 | Chicos católicos, apostólicos y romanos |                 | Rol protagónico  |
| 2020 | No hay ladrón que por bien que venga    | Él mismo        | Director general |
| 2022 | Mi mujer... ¿el gasfitero?              | Gasfitero       | Rol protagónico  |